# Kanton Saint-Étienne-Nord-Ouest-2
Der Kanton Saint-Étienne-Nord-Ouest-2 war von 1973 bis 2015 ein französischer Wahlkreis im Arrondissement Saint-Étienne, im Département Loire und in der ehemaligen Region Rhône-Alpes.

## Gemeinden
Der Kanton bestand aus einem Teil der Stadt Saint-Étienne (angegeben ist hier die Gesamteinwohnerzahl und zwei weiteren Gemeinden; im Kanton lebten etwa 15.600 Einwohner von Saint-Étienne) und zwei weiteren Gemeinden:
| Gemeinde           | Einwohner Jahr | Fläche km² | Bevölkerungsdichte | Code INSEE | Postleitzahl |
| ------------------ | -------------- | ---------- | ------------------ | ---------- | ------------ |
| Roche-la-Molière   | 10.093 (2013)  | 17,44      | 579 Einw./km²      | 42189      | 42230        |
| Saint-Étienne      | 172.023 (2013) | –          | – Einw./km²        | 42218      | 42100        |
| Saint-Genest-Lerpt | 5992 (2013)    | 12,68      | 473 Einw./km²      | 42223      | 42530        |